# Hydromys neobritannicus
Hydromys neobritannicus — вид напівводних гризунів родини мишевих. Зустрічається тільки на острові Нова Британія в Папуа-Новій Гвінеї. Йому загрожує втрата середовища проживання.

## Морфологічна характеристика
Це великий гризун, довжина голови й тулуба 288 мм, довжина хвоста 289 мм, довжина лапи 63 мм, довжина вух 25 мм. Хутро щільне і гладке. Верх чорно-бурий з повністю чорними волосками, боки, стегна, руки і щоки буруваті, а черевні частини чорно-бурі. Вуха малі, темно-коричневі. Задня частина ніг чорнувата. Хвіст такий же завдовжки, як голова й тулуб, рівномірно чорний, із серединною смугою та жовтувато-білим кінчиком.

## Поведінка
Це напівводний вид.